# Nuutre
Nuutre – wieś w Estonii, w prowincji Viljandi, w gminie Suure-Jaani.